# Nový Telečkov
Nový Telečkov é uma comuna checa localizada na região de Vysočina, distrito de Třebíč.